# Takashi Sawada
Takashi Sawada (jap. 澤田 崇, Sawada Takashi; * 26. Mai 1991 in Kikuyō, Präfektur Kumamoto) ist ein japanischer Fußballspieler.

## Karriere
Takashi Sawada erlernte das Fußballspielen in der Schulmannschaft der Kumamoto Ozu High School sowie in der Universitätsmannschaft der Chūō-Universität. Seinen ersten Vertrag unterschrieb er 2014 bei Roasso Kumamoto. Der Verein, der in der Präfektur Kumamoto auf der Insel Kyūshū beheimatet ist, spielte in der zweithöchsten Liga des Landes, der J2 League. Nach 40 Zweitligaspielen wechselte er 2015 zum Erstligisten Shimizu S-Pulse nach Shimizu. Ende 2015 musste er mit dem Club den Weg in die Zweitklassigkeit antreten. 2016 wurde er mit dem Klub Vizemeister der J2 und stieg direkt wieder in die erste Liga auf. Nach dem Aufstieg verließ er S-Pulse und schloss sich 2017 dem Zweitligisten V-Varen Nagasaki aus Nagasaki an. Ende 2017 feierte er mit Nagasaki die Vizemeisterschaft der J2 und stieg wieder in die erste Liga auf. Nach nur einer Saison musste er Ende 2018 wieder in die zweite Liga absteigen.

## Erfolge
Shimizu S-Pulse
- Japanischer Zweitligavizemeister: 2016  ▲

V-Varen Nagasaki
- Japanischer Zweitligavizemeister: 2017  ▲